# Chaetosoma
Chaetosoma é um gênero de besouros da família Chaetosomatidae. O nome foi publicado duas vezes antes de 1851, mas esses usos mais antigos foram declarados indisponíveis sob o ICZN.